# Voo Rico Linhas Aéreas 4823
O Voo Rico 4823 foi um voo doméstico brasileiro de curta distância entre Cruzeiro do Sul até Rio Branco, com escala em Tarauacá, no Acre. Em 30 de agosto de 2002, o Embraer EMB-120 Brasília, de prefixo PT-WRQ, caiu pouco antes de pousar na capital acreana, sobre forte chuva. A aeronave transportava 31 ocupantes, dos quais apenas 8 passageiros sobreviveram. Esse foi o segundo pior acidente aéreo da história do Acre.

## Aeronave
O avião envolvido no acidente era um Embraer EMB-120ER Brasília, de prefixo PT-WRQ, que havia feito seu primeiro voo em 1987. Era equipado com dois motores Pratt & Whitney PW118 Canada e tinha número de série 120 043. Havia passado antes em empresas como a Midway Connection (registro N-318MC) e a Rio Sul (registro PT-SLF). Com o acidente, sofreu danos irreparáveis e nunca mais pôde voar.

## Acidente

### Antecedentes e embarque
Na tarde daquele dia, os pilotos começaram a preparar a viagem. Na sala de informação para pilotos, o copiloto obteve as informações meteorológicas de Tarauacá e Rio Branco, de que começaria à chover na capital às 17h, e, depois de iniciar os procedimentos de pré-voo, comunica as informações ao comandante.
Enquanto isso, os passageiros conversavam normalmente até que uma confusão aconteceu. O motivo foi por conta de passageiros sem reserva estavam querendo embarcar, a maioria com o plano de participar do antepenúltimo dia do Expoacre, a maior feira agropecuária do estado. Mais de 10 pessoas estavam na lista de espera, dentre eles, Júnior Betão, na época candidato a deputado federal, e Antonia Sales, que viria a ser eleita deputada federal em 2022. Betão desistiu de seguir a viagem quando a servidora pública estadual Clenilda Nogueira chegou nervosa reclamando que alguém havia tomado sua vaga no avião, e com isso, Betão cedeu sua vaga à ela, já que não tinha reserva por ter comprado sua passagem de última hora.
Com o voo prestes a decolar lotado para a escala em Tarauacá, pelo menos 7 passageiros não embarcaram, e somente 3 tinham reservas. Ainda no solo, Rosângela Pimentel também não tem reserva, já que estava no Jaruá para um seminário na área de saúde, e começou a discutir com a médica Célia Rocha, exigindo uma vaga no voo. Percebendo a discussão, a então secretária da saúde Maria Jesuíta entregou sua passagem à Rosângela, optando por um voo da Varig do dia seguinte.

### Momento da queda
O EMB 120 Brasília estava em aproximação a Rio Branco, quando os controladores terrestres permitiram o pouso do voo. A aeronave, em seguida, entrou em uma tempestade e logo depois impactou com a cauda do solo em primeiro lugar, a cerca de 1 500 m do aeroporto. A fuselagem quebrou em três seções e um incêndio começou, danificando o avião. 